# Dirk De Schutter
Dirk De Schutter (1954) is een Belgisch filosoof, auteur van diverse filosofische werken en hoogleraar filosofie aan de Europese Hogeschool Brussel, sinds 2009 deel van de Hogeschool-Universiteit Brussel, waarvan de academische opleidingen sinds 2013 onder de KU Leuven vallen.
Dirk De Schutter is doctor in de wijsbegeerte en licentiaat in de Germaanse Filologie. Hij publiceert voornamelijk artikels en boeken over wijsbegeerte met betrekking tot filosofen uit de 19de en 20ste eeuw: Georg Hegel, Friedrich Nietzsche, Martin Heidegger, Hannah Arendt en Jacques Derrida.
In 2006 vertaalde hij het boek Totalitarisme van Hannah Arendt en publiceerde hij het werk Het ketterse Begin: Arendt over de filosofie van het actieve leven.

## Enkele publicaties
- Verbeeldingen van de ander: Over literatuur, filosofie en religie.
- In het licht van de letter: zes oefeningen in deconstructie (1988; Herman Servotte, Ludo Verbeeck & Dirk De Schutter).
- De altijd-al vallende ster.
- Weten wij wat we willen? in: Jacques Visscher e.a. Hannah Arendt en de moderniteit Kok Agora (1992).
- De plek van afscheid. Opstellen over kunst (1994).
- Geweld en metafysica (1996; Jacques Derrida, De Schutter).
- Opgave van het proza: over Hegel en de ethiek van het lezen (1998).
- Politiek in donkere tijden: Essays over vrijheid en vriendschap (1999; met Remi Peeters).
- Eigenheid en eindigheid Over Heidegger, Arendt en Taylor (2000).
- Het ketterse begin: Arendt over de filosofie van het actieve leven (2005).
- Sporen van geloof (2010).
- Een hart voor de wereld (2011).
- Het Catastrofale (2014).